# Tawanchai P.K. Saenchai Muaythaigym
Tawanchai P.K. Saenchai  (Pattaya, Tailandia; 7 de abril de 1999) es un peleador de Muay Thai tailandés que actualmente compite en la categoría de peso pluma de ONE Championship, donde es el actual Campeón Mundial de Muay Thai de Peso Pluma de ONE. Desde de diciembre de 2021, está en la posición #2 del ranking libra por libra en el mundo según The Nation.

## Primeros años
Tawanchai nació en Pattaya, empezó su carrera en el gimnasio Petchrungruang bajo el nombre Jatukam Petchrungruang, a la edad de 8 años. Se trasladó a Bangkok e hizo su debut en Lumpini Stadium a la edad de 14 años.
En 2015, Tawanchai se trasladó al P.K.Saenchaimuaythaigym en el sur de Bangkok.

## Carrera de Muay Thai
Se hizo rápidamente un nombre peleando en múltiples categorías de peso. En 2017, ganó el título de 126 libras de Tailandia, derrotando a Wayunoi Petchkiatpetch.
E 7 de septiembre de 2018 Tawanchai derrotó al Peleador del Año 2017 Kulabdam Sor Jor Piekuthai. Kulabdam y su equipo fueron convencidos de que podía ganar una revancha y negociaron una revancha otra pelea para unas semanas más tarde, Tawanchai ganó nuevamente y fue a una trilogía con mucha confianza. Tawanchai terminó ganando las tres peleas y la apuesta de 6 millones de bahts tailandeses durante la trilogía, posicionándose como uno de los mejores peleadores del país. Por sus resultados durante el año 2018, recibió múltiples premios del peleador del año.
Confirmó su estatus el 26 de marzo de 2019 con una finalización sobre Sangmanee Sor Tienpo en Parunchai Birthday show, Sangmanee nunca había sido finalizado en su carrera hasta ese momento. Sangmanee ganó la revancha por decisión 3 meses después.
El 27 de julio de 2019, Tawanchai peleó por primera vez bajo reglas de kickboxing en la Copa Mundial de Wu Lin Feng en China, Siendo su primera pelea fuera de Tailandia la ganó por decisión.
Tawanchai tuvo una pelea de trilogía con Sangmanee el 26 de septiembre de 2020. Ganó la pelea por decisión.

### ONE Championship
El 4 de octubre de 2020, se anunció que Tawanchai había firmado con ONE Championship.
Tawanchai enfrentó a Sean Clancy en ONE Championship: Dangal el 15 de mayo de 2021. Ganó la pelea por un nocaut con una patada a la cabeza en el comienzo del tercer asalto.
Tawanchai estaba programado para enfrentar a Saemapetch Fairtex en ONE Championship: Battleground 3. Sin embargo, Saemapetch fue a forzado a retirarse de la pelea luego de un miembro de su esquina diera positivo por COVID-19. Tawanchai enfrentó a Sitthichai Sitsongpeenong como reemplazo en ONE Championship: Battleground 3 bajo reglas de Muay Thai. Tawanchai perdió la pelea por decisión dividida.
Tawanchai enfrentó a Saemapetch Fairtex en ONE Championship: Heavy Hitters el 14 de enero de 2022. Ganó la pelea por nocaut en el primer asalto.
Tawanchai enfrentó a Niclas Larsen en una eliminatoria titular en ONE 158, el 3 de junio de 2022. Ganó la pelea luego de noquear a Larsen en el segundo asalto. Dicha victoria le haría ganador de su primer premio de Actuación de la Noche.

#### Campeonato Mundial de Muay Thai de Peso Pluma de ONE
Tawanchai enfrentó a Petchmorakot Petchyindee Academy por el Campeonato Mundial de Muay Thai de Peso Pluma de ONE en ONE 161, el 29 de septiembre de 2022. Ganó la pelea y el título por decisión unánime.
Tawanchai hizo la primera defensa de su título contra Jamal Yusupov en ONE Fight Night 7 el 24 de febrero de 2023. Ganó la pelea por KO en el primer asalto. Esta victoria lo hizo merecedor de su segundo premio de Actuación de la Noche.
Tawanchai enfrentó al ex-Campeón de Peso Ligero de Glory Davit Kiria en una pelea de kickboxing el 4 de agosto de 2023, en ONE Fight Night 13. Ganó la pelea por TKO en el tercer asalto. Esta victoria lo hizo merecedor de su tercer premio de Actuación de la Noche.
Tawanchai estaba programado para hacer la segunda defensa de su título contra el ex-Campeón Mundial de Kickboxing de Peso Pluma de ONE Superbon Singha Mawynn el 6 de octubre de 2023, en ONE Fight Night 15. Sin embargo, Superbon se retiró de la pelea por una lesión y Tawanchai ahora enfrentará a Jo Nattawut en una pelea de kickboxing. Tawanchai ganó la pelea por decisión unánime.
La pelea entre Tawanchai y Superbon por el Campeonato Mundial de Muay Thai de Peso Pluma de ONE fue reprogramada para el 9 de diciembre de 2023, en ONE Fight Night 17. Tawanchai se retiró de la pelea por una infección viral el 4 de noviembre de 2023 y la pelea fue reprogramada para el 22 de diciembre de 2023, en ONE Friday Fights 46. Ganó la pelea por decisión unánime.
Tawanchai hizo la tercera defensa de su título contra Jo Nattawut el 8 de junio de 2024, en ONE 167. Ganó la pelea por decisión mayoritaria.

## Campeonatos y logros
- ONE Championship
  - Campeonato Mundial de Muay Thai de Peso Pluma de ONE (Una vez; actual)
    - Cuatro defensas titulares exitosas

  - Peleador Breakout del Año 2022 de ONE Championship
  - Actuación de la Noche (Cuatro veces) vs. Niclas Larsen, Jamal Yusupov, Davit Kiria y Superbon Banchamek
- Lumpinee Stadium
  - Peleador del Año 2018 de Lumpinee Stadium[25]
- Professional Boxing Association of Thailand (PAT)
  - Campeón de 126 libras de 2017[26]
- Nai Khanom Tom
  - Campeón de 2018 Nai Khanom Tom[27]

### Premios
- Peleador del Año 2018 de la Autoridad Deportiva de Tailandia[28]
- Premio de Peleador del Año 2018 de Siam Kela[29]

## Récord en Muay Thai y Kickboxing
| Récord en Muay Thai y Kickboxing                               | Récord en Muay Thai y Kickboxing | Récord en Muay Thai y Kickboxing | Récord en Muay Thai y Kickboxing                              | Récord en Muay Thai y Kickboxing   | Récord en Muay Thai y Kickboxing    | Récord en Muay Thai y Kickboxing | Récord en Muay Thai y Kickboxing |
| -------------------------------------------------------------- | -------------------------------- | -------------------------------- | ------------------------------------------------------------- | ---------------------------------- | ----------------------------------- | -------------------------------- | -------------------------------- |
| 134 Victorias, 31 Derrotas, 2 Empates                          |                                  |                                  |                                                               |                                    |                                     |                                  |                                  |
| Fecha                                                          | Resultado                        | Oponente                         | Evento                                                        | Localización                       | Método                              | Ronda                            | Tiempo                           |
| 23-03-2025                                                     | Derrota                          | Masaaki Noiri                    | ONE 172                                                       | Saitama, Japón                     |                                     |                                  |                                  |
| Por el Campeonato Interino de Kickboxing de Peso Pluma de ONE. |                                  |                                  |                                                               |                                    |                                     |                                  |                                  |
| 21-01-2025                                                     | Victoria                         | Superbon Singha Mawynn           | ONE 170                                                       | Bangkok, Tailandia                 | TKO (3 Knockdowns)                  | 2                                | 1:10                             |
| Defendió el Campeonato de Muay Thai de Peso Pluma de ONE.      |                                  |                                  |                                                               |                                    |                                     |                                  |                                  |
| 08-06-2024                                                     | Victoria                         | Jo Nattawut                      | ONE 167                                                       | Bangkok, Tailandia                 | Decisión (Mayoritaria)              | 5                                | 3:00                             |
| Defendió el Campeonato de Muay Thai de Peso Pluma de ONE.      |                                  |                                  |                                                               |                                    |                                     |                                  |                                  |
| 22-12-2023                                                     | Victoria                         | Superbon Singha Mawynn           | ONE Friday Fights 46                                          | Bangkok, Tailandia                 | Decisión (Unánime)                  | 5                                | 3:00                             |
| Defendió el Campeonato de Muay Thai de Peso Pluma de ONE.      |                                  |                                  |                                                               |                                    |                                     |                                  |                                  |
| 06-10-2023                                                     | Victoria                         | Jo Nattawut                      | ONE Fight Night 15                                            | Bangkok, Tailandia                 | Decisión (Unánime)                  | 3                                | 3:00                             |
| 04-08-2023                                                     | Victoria                         | Davit Kiria                      | ONE Fight Night 13                                            | Bangkok, Tailandia                 | TKO (Lesión de Brazo)               | 3                                | 0:29                             |
| 24-02-2023                                                     | Victoria                         | Jamal Yusupov                    | ONE Fight Night 7                                             | Bangkok, Tailandia                 | KO (Patada Baja)                    | 1                                | 0:49                             |
| Defendió el Campeonato de Muay Thai de Peso Pluma de ONE.      |                                  |                                  |                                                               |                                    |                                     |                                  |                                  |
| 29-09-2022                                                     | Victoria                         | Petchmorakot Petchyindee Academy | ONE 161                                                       | Kallang, Singapur                  | Decisión (Unánime)                  | 5                                | 3:00                             |
| Ganó el Campeonato de Muay Thai de Peso Pluma de ONE.          |                                  |                                  |                                                               |                                    |                                     |                                  |                                  |
| 03-06-2022                                                     | Victoria                         | Niclas Larsen                    | ONE 158                                                       | Kallang, Singapur                  | KO (Cross de Izquierda)             | 2                                | 1:42                             |
| 14-01-2022                                                     | Victoria                         | Saemapetch Fairtex               | ONE: Heavy Hitters                                            | Kallang, Singapur                  | KO (Cross de Izquierda)             | 1                                | 2:55                             |
| 25-08-2018                                                     | Derrota                          | Sitthichai Sitsongpeenong        | ONE: Battleground 3                                           | Kallang, Singapur                  | Decisión (Dividida)                 | 3                                | 3:00                             |
| 08-12-2018                                                     | Victoria                         | Sean Clancy                      | ONE: Dangal                                                   | Kallang, Singapur                  | KO (Patada a la Cabeza)             | 3                                | 0:35                             |
| 2020-09-26                                                     | Victoria                         | Sangmanee Sor Tienpo             | Rueso Fight + Kiatpetch                                       | Provincia de Narathiwat, Tailandia | Decisión                            | 5                                | 3:00                             |
| 2020-08-16                                                     | Victoria                         | Nuenglanlek Jitmuangnon          | Channel 7 Boxing Stadium                                      | Bangkok, Tailandia                 | Decisión                            | 5                                | 3:00                             |
| 2020-01-11                                                     | Derrota                          | Jia Aoqi                         | Wu Lin Feng 2020: -67kg World Cup 2019-2020 Final, Semi Final | Zhuhai, China                      | TKO (Golpes)                        | 2                                |                                  |
| 2019-11-30                                                     | Victoria                         | David Mejia                      | Wu Lin Feng 2019: -67kg World Cup 2019-2020 6th Group Stage   | Zhengzhou, China                   | Decisión (Dividida) en Asalto Extra | 4                                | 3:00                             |
| 2019-09-29                                                     | Victoria                         | Ji Xiang                         | Wu Lin Feng 2019: -67kg World Cup 2019-2020 4th Group Stage   | Zhengzhou, China                   | Decisión (Unánime)                  | 3                                | 3:00                             |
| 2019-09-06                                                     | Victoria                         | Chujaroen Dabransarakarm         | Lumpinee Stadium                                              | Bangkok, Tailandia                 | Decisión                            | 5                                | 3:00                             |
| 2019-07-27                                                     | Victoria                         | Zhang Wensheng                   | Wu Lin Feng 2019: -67kg World Cup 2019-2020 2nd Group Stage   | Zhengzhou, China                   | Decisión (Dividida)                 | 3                                | 3:00                             |
| 2019-06-26                                                     | Derrota                          | Sangmanee Sor Tienpo             | RuamponkonSamui + Kiatpetch Super Fight                       | Surat Thani, Tailandia             | Decisión                            | 5                                | 3:00                             |
| 2019-03-26                                                     | Victoria                         | Sangmanee Sor Tienpo             | Parunchai Birthday                                            | Thung Song, Tailandia              | KO (Patada a la Cabeza)             | 4                                | 1:45                             |
| 2018-12-07                                                     | Victoria                         | Nuenglanlek Jitmuangnon          | Lumpinee Stadium                                              | Bangkok, Tailandia                 | TKO (Paro del Réferi)               | 5                                | 0:40                             |
| 2018-11-08                                                     | Victoria                         | Kulabdam Sor.Jor.Piek-U-Thai     | Lumpinee Stadium                                              | Bangkok, Tailandia                 | Decisión                            | 5                                | 3:00                             |
| Ganó la apuesta de los 6 millones de bahts.                    |                                  |                                  |                                                               |                                    |                                     |                                  |                                  |
| 2018-10-05                                                     | Victoria                         | Kulabdam Sor.Jor.Piek-U-Thai     | Muay Thai Expo: The Legend of Muay Thai                       | Buriram, Tailandia                 | Decisión                            | 5                                | 3:00                             |
| 2018-09-07                                                     | Victoria                         | Kulabdam Sor.Jor.Piek-U-Thai     | Lumpinee Stadium                                              | Bangkok, Tailandia                 | Decisión                            | 5                                | 3:00                             |
| 2018-07-10                                                     | Victoria                         | Nuenglanlek Jitmuangnon          | Lumpinee Stadium                                              | Bangkok, Tailandia                 | Decisión                            | 5                                | 3:00                             |
| 2018-06-05                                                     | Victoria                         | Ferrari Fairtex                  | Lumpinee Stadium                                              | Bangkok, Tailandia                 | Decisión                            | 5                                | 3:00                             |
| 2018-03-28                                                     | Victoria                         | Yok Parunchai                    | WanParunchai + Poonseua Sanjorn                               | Nakhon Si Thammarat, Thailand      | Decisión                            | 5                                | 3:00                             |
| 2017-12-26                                                     | Victoria                         | Yok Parunchai                    | Lumpinee Stadium                                              | Bangkok, Tailandia                 | Decisión                            | 5                                | 3:00                             |
| 2017-11-25                                                     | Victoria                         | Mongkolchai Kwaitonggym          | Kriatpetch Super Fight                                        | Krabi, Thailand                    | Decisión                            | 5                                | 3:00                             |
| 2017-09-09                                                     | Victoria                         | Mongkolchai Kwaitonggym          | Lumpinee Stadium                                              | Bangkok, Tailandia                 | Decisión                            | 5                                | 3:00                             |
| 2017-08-06                                                     | Derrota                          | Mongkolchai Kwaitonggym          | Channel 7 Boxing Stadium                                      | Bangkok, Tailandia                 | Decisión                            | 5                                | 3:00                             |
| 2017-06-09                                                     | Victoria                         | Chalam Parunchai                 | Lumpinee Stadium                                              | Bangkok, Tailandia                 | Decisión                            | 5                                | 3:00                             |
| 2017-04-27                                                     | Empate                           | Phetwason Ansukhumvit            | Lumpinee Stadium                                              | Bangkok, Tailandia                 | Decisión                            | 5                                | 3:00                             |
| 2017-03-28                                                     | Derrota                          | Tito Hoywanpohchana              | Lumpinee Stadium                                              | Bangkok, Tailandia                 | Decisión                            | 5                                | 3:00                             |
| 2017-02-18                                                     | Victoria                         | Wayunoi Phetkiatphet             | Lumpinee Stadium                                              | Bangkok, Tailandia                 | Decisión                            | 5                                | 3:00                             |
| Ganó el título de 126lbs de Thailand.                          |                                  |                                  |                                                               |                                    |                                     |                                  |                                  |
| 2016-11-29                                                     | Victoria                         | Kumantong Jitmuangnon            | Lumpinee Stadium                                              | Bangkok, Tailandia                 | Decisión                            | 5                                | 3:00                             |
| 2016-10-01                                                     | Victoria                         | Worrawut M.U.Den                 | Lumpinee Stadium                                              | Bangkok, Tailandia                 | Decisión                            | 5                                | 3:00                             |
| 2016-08-23                                                     | Derrota                          | Wanmechok Puhongtong             | Lumpinee Stadium                                              | Bangkok, Tailandia                 | Decisión                            | 5                                | 3:00                             |
| 2016-07-17                                                     | Victoria                         | ChaiLar Por.Lukbun               | Channel 7 Boxing Stadium                                      | Bangkok, Tailandia                 | KO                                  | 4                                |                                  |
| 2016-06-17                                                     | Victoria                         | Singtongnoi Kiatkittipan         | Lumpinee Stadium                                              | Bangkok, Tailandia                 | KO                                  | 4                                |                                  |
| 2016-05-03                                                     | Derrota                          | Nongview Phetkoson               | Lumpinee Stadium                                              | Bangkok, Tailandia                 | Decisión                            | 5                                | 3:00                             |
| 2016-02-10                                                     | Victoria                         | Kongsak Sor.Satra                | Lumpinee Stadium                                              | Bangkok, Tailandia                 | Decisión                            | 5                                | 3:00                             |
| 2016-01-16                                                     | Victoria                         | Noomsurin Chor.Ketveena          | Siam Omnoi Boxing Stadium                                     | Tailandia                          | Decisión                            | 5                                | 3:00                             |
| 2015-12-04                                                     | Derrota                          | Petchrung Sitnayokkaipaedriew    | Lumpinee Stadium                                              | Bangkok, Tailandia                 | Decisión                            | 5                                | 3:00                             |
| 2015-11-14                                                     | Victoria                         | Yodsaenkeng Jor.Nopparat         | Lumpinee Stadium                                              | Bangkok, Tailandia                 | Decisión                            | 5                                | 3:00                             |
| 2015-11-03                                                     | Derrota                          | Peemai Erawan                    | Lumpinee Stadium                                              | Bangkok, Tailandia                 | Decisión                            | 5                                | 3:00                             |
| 2015-09-29                                                     | Victoria                         | Peemai Erawan                    | Lumpinee Stadium                                              | Bangkok, Tailandia                 | Decisión                            | 5                                | 3:00                             |
| 2015-06-30                                                     | Victoria                         | Yodpayak Phor.Jaroenpeth         | Lumpinee Stadium                                              | Bangkok, Tailandia                 | Decisión                            | 5                                | 3:00                             |
| 2015-03-02                                                     | Derrota                          | Gingsanglek Tor.Laksong          | Rajadamnern Stadium                                           | Bangkok, Tailandia                 | Decisión                            | 5                                | 3:00                             |
| 2015-01-11                                                     | Victoria                         | Kompai Sor.Jullasen              | Lumpinee Stadium                                              | Bangkok, Tailandia                 | KO                                  | 4                                |                                  |
| 2014-10-24                                                     | Victoria                         | Phetbansen Sor.Jor.Lekmuangnont  | Lumpinee Stadium                                              | Bangkok, Tailandia                 | Decisión                            | 5                                | 3:00                             |